# Borgerdydselskabet
Die Borgerdydselskab (deutsch Gesellschaft für Bürgertugenden) war eine dänische Bewegung in Kopenhagen, die in Verbindung mit den rationalistischen Ideen der Zeit und einer optimistischen Volkswirtschaft im Jahr 1785 in Kopenhagen von Aftenposten-Herausgeber Emanuel Balling, dem Arzt und Menschenfreund Johann Clemens Tode und Holmens Mannschaftsführer, Kammerherr Andreas Henrik Stibolt, gegründet wurde. Mit einem klaren Blick auf das bürgerliche Gemeinwohl und dem „Ziel der Bürgertugend“ sahen die Satzungen der Gesellschaft vor, dass „Bürgertugend (Borgerdyd) im Allgemeinen und Bescheidenheit (Tarvelighed) im Besonderen“ geheiligt werden sollte, dass jedoch „Bescheidenheit der erste und wichtigste Zweck ist, weil sie kann derzeit als die Staatsbürgerschaft angesehen werden, die alle anderen fördert“. Demzufolge gehörte die Bekämpfung von Luxus zu den Zielen der Gesellschaft.
Die Gesellschaft begann recht erfolgreich, stiftete Preise, ließ wirtschaftliche und historische Vorlesungen halten, gründete eine Bibliothek und die beiden Borgerdydskoler (deutsch Schulen der bürgerlichen Tugend) in Kopenhagen und Christianshavn, die bis ins Jahr 2007 respektive 2010 noch den Gesellschaftsnamen Østre Borgerdyd Gymnasium trugen, heute Gefion Gymnasium. Sie blieben das einzig sichtbare Ergebnis der Bewegung.
Die anderen Vorstellungen und Vorschriften der Gesellschaft zur Bescheidenheit und zur Luxusbekämpfung, denen sich die Mitglieder der Gesellschaft mehr oder weniger verpflichtet fühlten, erregten in der öffentlichen Meinung nur Spott und Zurückhaltung, insbesondere als die Borgerdydselskab den Stab brechen wollte über die neuesten und schönsten Vergnügungen der Kopenhagener, die Clubs und die dramatischen Gesellschaften. Borgerdydselskabet gab nach nur wenigen Jahren seines Bestehens, begleitet von inneren Richtungskämpfen, seine Existenz auf, und nur der Name und die beiden Schulen blieben als Erinnerung an einen philisterhaften Idealismus seiner Zeit.